# Rhacheosaurini
Tribu
Genres de rang inférieur
- † Rhacheosaurus von Meyer[2], 1831, Genre type
- † Cricosaurus Wagner[3], 1858
- † Maledictosuchus Parrilla-Bel et al.[4], 2013

Les Rhacheosaurini forment une tribu, un sous-clade éteint de la famille des Metriorhynchidae et de la sous-famille des Metriorhynchinae, de crocodyliformes carnivores, à long rostre, presque exclusivement marins, d'une longueur pouvant atteindre 3 mètres,.
Cette tribu a été définie par Mark T. Young et ses collègues en 2011, comme le clade le plus inclusif regroupant Rhacheosaurus gracilis, mais ni Metriorhynchus geoffroyii, ni Gracilineustes leedsi.
Ils ont vécu du Jurassique moyen (Callovien moyen) jusqu'au Crétacé inférieur (Valanginien inférieur), soit il y a environ entre 165 et 135 Ma (millions d'années), dans ce qui est aujourd'hui l'Europe de l'ouest, en Allemagne, en France, en Espagne, en Suisse et en Angleterre, et l'Amérique latine (Mexique, Argentine et Cuba,).

## Liste des genres

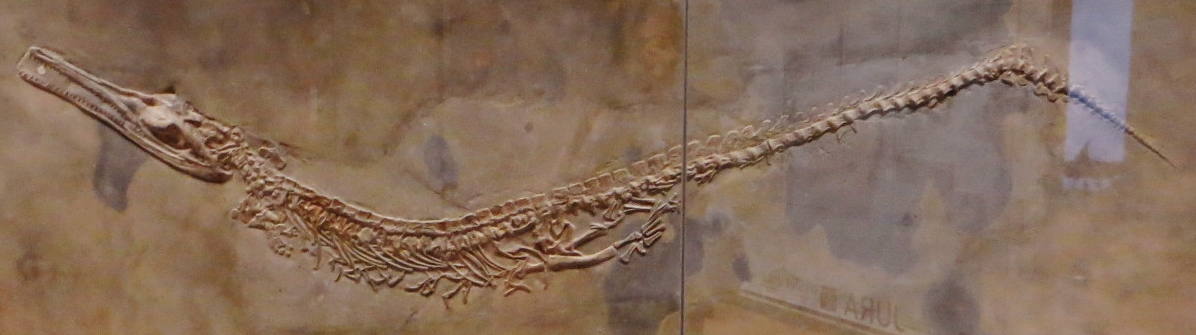
Squelette d'un Rhacheosaurini :
Cricosaurus suevicus au Museum am Löwentor de Stuttgart.

- † Rhacheosaurus, le genre type, du Jurassique supérieur (Tithonien inférieur) d'Allemagne (Bavière) ;
- † Cricosaurus, connu en Europe de l'ouest et en Amérique latine, du Jurassique supérieur (Kimméridgien supérieur) au Crétacé inférieur (Valanginien inférieur ;
- † Maledictosuchus, du Jurassique moyen (Callovien moyen) d'Espagne (Aragon)[4].

## Classification
L'analyse phylogénétique réalisée par Parrilla-Bel, Young et leurs collègues à la suite de la description de Maledictosuchus a montré que ce genre était le plus basal des Rhacheosaurini.